# الصوابر
منطقة الصوابر هي منطقة من مناطق الكويت القديمة، وتقع ضمن حي شرق في مدينة الكويت، وتتبع محافظة العاصمة. تم بناؤها كعمارات سكنية للمواطنين في العاصمة. سميت منطقة الصوابر بهذه الاسم نسبة على قول أن من يسكنها يصبر عليها لوجود صخور صلبه، ومن الصعب و التعب في بناء البيت في المنطقة. وهناك رأي آخر بأنها سميت لأحد فخوذ قبيلة العوازم. و تسمى أيضاً بفريج الصوابر.

## معالم المنطقة

### الخدمات
- جمعية الصوابر التعاونية كانت الجمعية تتبع جمعية شرق التعاونية و بعدها تم نقل التبعية إلى جمعية الشامية و الشويخ التعاونية و حاليا تم إغلاقها بعد هدم المجمعات .

### الشوارع
و يوجد بالمنطقة المحدد حدودها حاليا بالشوارع التالية وهي كالآتي شارع مبارك الكبير غربا وشارع أحمد الجابر شمالا وشارع خالد بن الوليد شرقا وشارع الهلالي أو الشهداء جنوبا والقديمة يمتد إلى أكثر من ذلك إلا أن هذا المتعرف الآن و في داخل المنطقة تحديدا شارع الحاكه .

### مجمعات التجارية
وبها حاليا مجموعة مجمعات تجارية قديمة وحديثة وينشأ حاليا برج بوخمسين ومجمع الصوابر السكني وهو يتكون من عدة مجمعات سكنية ومحلات تجارية لألعاب الأطفال ومحلات للهواتف المتنقلة ومحلات للسيارات ومحلات أخرى كثيرة، ومؤخرا تم تثمين المجمعات السكنية وهدمها . 

### مدارس
1. مدرسة الصوابر المشتركة للبنات تم إيقاف التدريس فيها بعد تثمين المجمعات السكنية
2. مدرسة الغزالي الابتدائية للبنين تم إيقاف التدريس فيها و أصبح اسمها حاليا مركز المواهب الذكية وسميت مدرسة أخرى بالغزالي في مدينة جابر الأحمد
3. روضة الصوابر للأطفال تم إيقاف التدريس فيها وسميت حاليا مركز تدريب المرشدات .

### المساجد
1. مسجد جامع الإمام الصادق
2. الحسينية الجعفرية
3. مسجد ابن هبلة
4. مسجد الإسماعيل

### أخرى
1. برج بيت الإسمنت
2. مبنى المجلس الوطني للثقافة والفنون والآداب
3. محطة بنزين
4. محطة الصوابر
5. مقبرة الصوابر القديمة
6. ديوان المحاسبة